# Französische Badmintonmeisterschaft 1981
Die Französische Badmintonmeisterschaft 1981 fand in Lillebonne statt. Es war die 32. Austragung der nationalen Titelkämpfe im Badminton in Frankreich.

## Titelträger
| Disziplin    | Sieger                               |
| ------------ | ------------------------------------ |
| Herreneinzel | Jean-Claude Bertrand                 |
| Dameneinzel  | Catherine Lechalupé                  |
| Herrendoppel | Marc Faraggi Lam Quan Tong           |
| Damendoppel  | Michèle Bontemps Catherine Lechalupé |
| Mixed        | Lam Quan Tong Sylvie Robert          |